# Будинок-музей Пікфорда
Будинок-музей Пікфорда (англ. Pickford's House Museum) — музей в Дербі, розміщений у будівлі, побудованій архітектором Джозефом Пікфордом (англ. Joseph Pickford) у 1760 році.
Будинок споруджений у георгіанському стилі для власної сім'ї, проте надалі архітектор демонстрував його багатим клієнтам як зразок власної роботи).
У будівлі розташований музей костюма та історії георгіанського часу. У будинку на першому поверсі мебльовані вітальня, їдальня, кімната, спальня і гардеробна, кухня і пральня, погріб, комора, а також спальня слуги (із солом'яним матрацом). Один із підвалів обставлений як бомбосховище 1940-х років. Експозиція верхніх поверхів присвячена ляльковим театрам, історії їх існування. З квітня 2006 року музей відкритий тільки для організованих груп, незважаючи на численні протести.